# 昭和町 (名古屋市)
昭和町（しょうわちょう）は、愛知県名古屋市港区の地名。丁番を持たない単独町名である。住居表示未実施。

## 地理
名古屋市港区南東端部に位置する。東は南区、西は名古屋港、南は船見町、北は大江町に接する。

## 歴史

### 町名の由来
埋立が完成した頃に年号が昭和に改元されたことに由来する。

### 沿革
- 1926年（大正15年） - 第三期名古屋港拡張工事により公有水面埋立地として7号地が成立する[3]。
- 1927年（昭和2年）12月1日 - 南区昭和町として成立[1]。当時の面積は79.1ヘクタール[4]。
- 1937年（昭和12年）10月1日 - 港区編入に伴い、同区昭和町となる[1]。
- 1960年（昭和35年）9月1日 - 埋立地を編入する[1]。

## 世帯数と人口
2019年（平成31年）3月1日現在の世帯数と人口は以下の通りである。
| 町丁   | 世帯数 | 人口 |
| ------ | ------ | ---- |
| 昭和町 | 12世帯 | 16人 |

### 人口の変遷
国勢調査による人口の推移
| 2000年（平成12年） | 32人 | [ WEB 6 ] |  |
| 2005年（平成17年） | 27人 | [ WEB 7 ] |  |
| 2010年（平成22年） | 20人 | [ WEB 8 ] |  |
| 2015年（平成27年） | 14人 | [ WEB 9 ] |  |

## 学区
市立小・中学校に通う場合、学校等は以下の通りとなる。また、公立高等学校に通う場合の学区は以下の通りとなる。
| 番・番地等 | 小学校                 | 中学校               | 高等学校 |
| ---------- | ---------------------- | -------------------- | -------- |
| 全域       | 名古屋市立東築地小学校 | 名古屋市立東港中学校 | 尾張学区 |

## 交通
- 愛知県道55号名古屋半田線[2]
- 名古屋鉄道築港郊側線[2]

## 施設
- 愛知機械工業[2]
- 東亞合成名古屋工場[2]
- 矢作製鉄[2]
- 石川島播磨重工業[2]
- 中部電力昭和町変電所[2]
- 矢作水力名古屋火力発電所

1928年（昭和3年）から1939年（昭和14年）まで操業した矢作水力の火力発電所。1939年の日本発送電時代は名古屋東発電所と称した。

## その他

### 日本郵便
- 郵便番号 : 455-0026[WEB 3]（集配局：名古屋港郵便局[WEB 12]）。

### WEB
1. ↑  “愛知県名古屋市港区の町丁・字一覧”.   人口統計ラボ. 2017年10月7日閲覧。
2. 1 2  “町・丁目(大字)別、年齢(10歳階級)別公簿人口(全市・区別)”.   名古屋市 (2019年3月20日). 2019年3月21日閲覧。
3. 1 2  “郵便番号”.  日本郵便. 2019年3月17日閲覧。
4. ↑  “市外局番の一覧”.   総務省. 2019年1月6日閲覧。
5. ↑  名古屋市役所市民経済局地域振興部住民課町名表示係 (2015年10月21日). “港区の町名一覧”.   名古屋市. 2020年11月15日閲覧。
6. ↑  名古屋市役所総務局企画部統計課統計係 (2005年7月1日). “（刊行物）名古屋の町(大字)・丁目別人口 (平成12年国勢調査) 港区” (xls). 2017年10月8日閲覧。
7. ↑  名古屋市役所総務局企画部統計課統計係 (2007年6月29日). “平成17年国勢調査　名古屋の町(大字)別・年齢別人口 港区” (xls). 2017年10月8日閲覧。
8. ↑  名古屋市役所総務局企画部統計課統計係 (2012年6月29日). “平成22年国勢調査　名古屋の町(大字)別・年齢別人口 港区” (xls). 2017年10月8日閲覧。
9. ↑  名古屋市役所総務局企画部統計課統計係 (2017年7月7日). “平成27年国勢調査　名古屋の町(大字)別・年齢別人口” (xls). 2017年10月8日閲覧。
10. ↑  “市立小・中学校の通学区域一覧”.   名古屋市 (2018年11月10日). 2019年1月14日閲覧。
11. ↑  “平成29年度以降の愛知県公立高等学校（全日制課程）入学者選抜における通学区域並びに群及びグループ分け案について”.   愛知県教育委員会 (2015年2月16日). 2019年1月14日閲覧。
12. ↑  “郵便番号簿 2018年度版” (PDF).   日本郵便. 2019年4月14日閲覧。

### 書籍
1. 1 2 3 4  名古屋市計画局 1992, p. 841.
2. 1 2 3 4 5 6 7 8 9  「角川日本地名大辞典」編纂委員会 1989, p. 1532.
3. 1 2  名古屋市計画局 1992, p. 523.
4. ↑  名古屋市計画局 1992, p. 68.